# Pac's Life
Albums de 2Pac
Live at the House of Blues
(2005) Beginnings: The Lost Tapes 1988–1991
(2007)
Singles
1. Untouchable
Sortie : 18 février 2006
2. Pac's Life
Sortie : 21 octobre 2006
3. Playa Cardz Right
Sortie : 21 octobre 2006

Pac's Life est un album posthume de 2Pac, sorti le 21 novembre 2006 à l'occasion du dixième anniversaire de sa mort.

## Production
De nombreux artistes ont participé à cet album au nombre desquels Ashanti, Keyshia Cole, T.I., Ludacris, Young Buck, Lil' Scrappy, Papoose, Chamillionaire, Outlawz, Snoop Dogg, Zola & Bone Thugs. On note également l'apparition posthume de Yaki Kadafi ainsi que la participation de Jamal Woolard qui, en 2009 réalisera le film Notorious B.I.G..
Côté producteurs, on retrouve Swizz Beatz, L.T. Hutton, Sha Money XL, Frank Nitty et bien d'autres.

## Promotion
Une semaine d'événements a précédé la sortie de Pac's Life. La première manifestation a eu lieu le 11 novembre 2006 à la galerie Vaknin d'Atlanta qui a présenté une exposition de photographies intitulée All Eyez On Me: Hip Hop's Legendary Performers and Photographers.
Les autres manifestations se sont déroulées au Tupac Amaru Shakur Center for the Arts à Stone Mountain en Géorgie.
L'événement qui a clos cette promotion, le 20 novembre 2006, était un concours d'art proposé aux adolescents âgés de 13 à 17 ans (Pac's Life Teen Art).

## Réception
L'album a été reçu de façon mitigée aussi bien par les critiques que par les fans qui se sont tous accordés sur le fait que la voix de 2Pac était toujours puissante mais que la production sonnait trop « commerciale ». On peut lire sur AllMusic qu'« il y a de bons textes dans Pac's Life, mais que la puissance des mots de 2Pac se perd dans la production moderne et les nouveaux vers composés par Ludacris, Lil Scrappy, Ashanti et Young Buck ».
Il s'est classé 3e au Top R&B/Hip-Hop Albums et 9e au Billboard 200.
En France, l'album s'est vendu à 7 600 exemplaires.

## Liste des titres
| No  | Titre                                                                                      | Contient un (des) sample(s) de                              | Durée |
| --- | ------------------------------------------------------------------------------------------ | ----------------------------------------------------------- | ----- |
| 1.  | Untouchable (Swizz Beatz Remix) (featuring Bone Thugs-N-Harmony)                           | The Happening des Supremes                                  | 4:16  |
| 2.  | Pac's Life (featuring T.I. et Ashanti)                                                     |                                                             | 3:38  |
| 3.  | Dumpin' (featuring Hussein Fatal, Papoose et Carl Thomas)                                  |                                                             | 4:28  |
| 4.  | Playa Cardz Right (Female) (featuring Keyshia Cole)                                        | That Girl de Stevie Wonder                                  | 4:33  |
| 5.  | Whatz Next (featuring A3 et Jay Rock)                                                      |                                                             | 3:37  |
| 6.  | Sleep (featuring Young Buck et Chamillionaire)                                             |                                                             | 4:10  |
| 7.  | International (featuring Nipsey Hussle et Young Dre the Truth)                             |                                                             | 4:01  |
| 8.  | Don't Sleep (featuring Lil' Scrappy, Nutso, Yaki Kadafi et Stormy)                         |                                                             | 3:36  |
| 9.  | Soon As I Get Home (featuring Yaki Kadafi)                                                 | Rumors du Timex Social Club Five Minutes of Funk de Whodini | 3:40  |
| 10. | Playa Cardz Right (Male) (featuring Ludacris et Keon Bryce)                                |                                                             | 4:54  |
| 11. | Don't Stop (featuring Big Syke, Yaki Kadafi, Hussein Fatal, E.D.I., Young Noble et Stormy) |                                                             | 5:25  |
| 12. | Pac's Life (Remix) (featuring Snoop Dogg, T.I., Ashanti et Chris Starr))                   |                                                             | 3:39  |
| 13. | Untouchable (featuring Yaki Kadafi, Hussein Fatal et Gravy)                                | Killuminati by 2Pac (1999)                                  | 4:25  |

| 14. | Dear Mama (Frank Nitty Remix) (featuring Anthony Hamilton) | Dear Mama de 2Pac | 5:40 |

| 15. | Scared Straight | 3:28 |